# Hacete de Oliva
Hacete de Oliva fue un late night show argentino conducido por Laura Oliva emitido por el Canal de la Ciudad, canal público de la Ciudad de Buenos Aires. Se estrenó en mayo de 2013 y el día 19 de junio de 2017 comenzó a transitar su 5.ª y última temporada.
Con aproximadamente 50 minutos de duración, combina monólogos, crítica ácida, noticias y entrevistas a celebridades de la cultura. La conductora es, además, acompañada por una banda en vivo. Oliva se inspiró en el tipo de programa que realizan en Estados Unidos humoristas como David Letterman y Chelsea Handler. El primer programa salió al aire en la medianoche del 6 de mayo de 2013 por el entonces Ciudad Abierta en un cambio de imagen y programación llevada a cabo por dicha señal. La tercera temporada contó con la incorporación de una vocalista a la banda, Virginia Módica, y del periodista Diego Sucalesca para informar sobre noticias.
El programa tuvo una buena aceptación por parte de la audiencia por lo cual tuvo 5 temporadas conducidas por Laura Oliva.
Sus últimas temporadas contaron con la presencia del Humorista y Guionista Christian Alonso quien realizaba  sketch cómico pasando por muchos personajes. En 2019 ya terminadas las transmisiones de Hacete de Oliva, Christian Alonso y Laura Oliva condujeron juntos el programa Saturday: La Semana está Perdida que contó con una sola temporada en el Canal de La Ciudad.

## Reconocimientos
En octubre de 2014, el programa ganó un Martín Fierro de Cable como mejor programa en el rubro interés general. Al año siguiente volvió a ser nominado, pero no ganó. En 2016, el programa fue nominado en el rubro artístico y cultural en la 22° edición de los Premios Fund TV. Ese mismo año fue nominado al Martín Fierro de Cable como mejor programa en el rubro interés general, mientras que Oliva fue nominada, y ganó, en la categoría de labor conducción femenina.